# قسم تشكدان الريفي (مقاطعة بشاكرد)
قسم تشکدان الريفي (بالفارسية: دهستان چکدان) هي منطقة ريفية تقع في إيران في قسم. يقدر عدد سكانها بـ 8,078 نسمة .